# Župnija Šentjanž na Vinski Gori
Župnija Šentjanž na Vinski Gori je rimskokatoliška teritorialna župnija dekanije Šaleška dolina škofije Celje.
Do 7. aprila 2006, ko je bila ustanovljena škofija Celje, je bila župnija del savinjsko-šaleškega naddekanata škofije Maribor.